# Oпштина Енгелхолм
Oпштина Енгелхолм (шведски: Ängelholm kommun) је једна од шведских општина од 39.394 становника на југу Шведске.
Административни центар општине је град Енгелхолм od 23.240 становника.

## Географске карактеристике
Општина Енгелхолм простире се по грофовији Скане .

## Историја
Општина Енгелхолм је формирана 1971. године уједињењем тадашњег града Ангелхолма са околним руралним општинама Аусас, Баркакра, Хјарнарп и Мунка Љунгби.